# Croissant aux amandes
Croissant aux amandes (significando "croassã com amêndoas", em francês) é um bolo tradicional da culinária da França, do tipo viennoiserie.
É composto por um croassã recheado com frangipane (um creme tradicional da cozinha francesa que inclui amêndoas na sua composição) e coberto com amêndoas laminadas.
Nas padarias e pastelarias da França, é frequentemente preparado a partir de croassãs simples que não tenham sido vendidos na véspera, como forma de os aproveitar e de não os deitar fora. O recheio é colocado no croassã e este vai, em seguida, pela segunda vez ao forno, para ficar novamente estaladiço. É tradicionalmente consumido ao pequeno-almoço.